# Ngô Quyền, Hải Phòng
Phường Ngô Quyền là một phường thuộc thành phố Hải Phòng.

## Địa lý
Phường Lê Chân có vị trí địa lý:
- Phía bắc giáp phường Thủy Nguyên với ranh giới tự nhiên là sông Cấm.
- Phía nam giáp phường Gia Viên.
- Phía đông giáp phường Đông Hải.
- Phía tây giáp phường Hồng Bàng.

## Lịch sử
Địa giới phường Ngô Quyền trước đây thuộc quận Ngô Quyền, thành phố Hải Phòng.
Ngày 16 tháng 6 năm 2025, Ủy ban Thường vụ Quốc hội bàn hành Nghị quyết sắp xếp các đơn vị hành chính cấp xã thuộc thành phố Hải Phòng năm 2025. Theo đó, sắp xếp toàn bộ diện tích tự nhiên, quy mô dân số của các phường Máy Chai, Vạn Mỹ, Cầu Tre, một phần diện tích tự nhiên, quy mô dân số của phường Gia Viên và phường Đông Khê thành phường mới có tên gọi là phường Ngô Quyền.
Căn cứ theo đề án sắp xếp đơn vị hành chính cấp xã của thành phố Hải Phòng năm 2025, phường Ngô Quyền được thành lập từ:
- Toàn bộ diện tích tự nhiên là 2,41 km² và quy mô dân số là 22.806 người của phường Máy Chai;
- Toàn bộ diện tích tự nhiên là 1,08 km² và quy mô dân số là 22.836 người của phường Vạn Mỹ;
- Toàn bộ diện tích tự nhiên là 0,46 km² và quy mô dân số là 18.088 người của phường Cầu Tre,
- Một phần diện tích tự nhiên là 1,48 km² và quy mô dân số là 21.900 người của phường Gia Viên;
- Một phần diện tích tự nhiên là 0,38 km² và quy mô dân số là 2.965 người của phường Đông Khê.

Phường Ngô Quyền có diện tích tự nhiên là 5,81 km2 (đạt 105,64 % so với quy định), quy mô dân số là 88.595 người (đạt 196,88 % so với quy định).
Về tên gọi, phường Ngô Quyền kế thừa tên gọi của quận Ngô Quyền trước kia.